# Jupp Arents
Josef „Jupp“ Arents (* 16. März 1912 in Köln; † 24. Dezember 1984 in Arnsberg) war ein deutscher Radrennfahrer.
Sein erstes Radrennen bestritt Arents als Jugendlicher 1927. Ein Jahr später war er bereits der erfolgreichste Jugendfahrer der Deutschen-Radfahrer-Union (DRU). 1933, im Alter von 21 Jahren, wurde Jupp Arents Deutscher Straßenmeister der Amateure. Das Jahr 1933 brachte ihm weitere bedeutende Siege, u. a. beim Großen Westfalen-Preis, dem Sachs-Gedenkrennen und dem Dreieckrennen der Rheinpfalz.  Im Jahr darauf trat er zu den Profis über und gewann 1935 sowie 1936 die Harzrundfahrt. 1937 wurde er jeweils Dritter bei Rund um die Hainleite und Rund um Köln. 1937 stürzte er bei Rund um Frankfurt schwer, die Verletzungen behinderten ihn während seiner gesamten weiteren Karriere.
1938 wurde Arents Deutscher Straßenmeister bei den Profis und belegte einen zweiten Etappenplatz bei der Internationalen Deutschland-Rundfahrt. An der Tour de France nahm er zweimal teil.
Im Zweiten Weltkrieg geriet er in Kriegsgefangenschaft, aus der er 1949 entlassen wurde. Da er unbedingt wieder Radsport betreiben wollte, startete er 1950 ein Comeback. Bei seinem ersten Rennen nach dem Krieg, dem Großen Preis der Weinstraße, konnte er auch einen Sieg feiern – es sollte der letzte seiner Karriere sein. Im selben Jahr belegte er zudem erneut einen zweiten Etappenplatz bei der Deutschland-Rundfahrt.
1951 beendete Arents seine aktive Laufbahn und wurde Trainer, u. a. beim Saarländischen Radsport-Verband. 1957 übertrug ihm der BDR die Betreuung der deutschen Mannschaft der Querfeldeinfahrer. In seinem Heimatverein in Köln-Kalk trainierte er Rolf Wolfshohl. Arents gilt als Entdecker und Förderer von Karl-Heinz Kunde.